# Liteatîn, Berejanî
Liteatîn (în ucraineană Літятин) este o comună în raionul Berejanî, regiunea Ternopil, Ucraina, formată numai din satul de reședință.

## Demografie
Componența lingvistică a comunei Liteatîn
     Ucraineană (99,87%)
     Alte limbi (0,13%)
Conform recensământului din 2001, majoritatea populației comunei Liteatîn era vorbitoare de ucraineană (99,87%), existând în minoritate și vorbitori de alte limbi.